# Eurytoma prunicola
Eurytoma prunicola är en stekelart som beskrevs av Walsh 1870. Eurytoma prunicola ingår i släktet Eurytoma och familjen kragglanssteklar. Inga underarter finns listade i Catalogue of Life.